# SHRDLU
SHRDLU war eines der ersten Computerprogramme, das Sprachverständnis und die Simulation planvoller Tätigkeiten miteinander verband. Es wurde 1972 von Terry Winograd entwickelt.

## Entstehungsgeschichte und Funktionsweise
Terry Winograd entwickelte SHRDLU während seiner Dissertation am Massachusetts Institute of Technology. Das Programm simulierte Bauklötze die über Anweisungen in einer natürlichen Sprache bewegt werden können.
Für sein Programm suchte Winograd einen Namen ohne tiefere Bedeutung und verwendete die Buchstabenfolge „SHRDLU“, die sich in den 1970er Jahren manchmal aus technischen Gründen fehlerhaft in mit Linotype-Setzmaschinen hergestellten Druckwerken fand.
Das Original war in Micro Planner und in Maclisp geschrieben (einer Variante der Programmiersprache Lisp), für das heute kein Interpreter mehr existiert. Auf den Seiten von Terry Winograd wird auf eine neue, in Common Lisp programmierte Version verwiesen. Diese hat aber nicht den gleichen Funktionsumfang wie das ursprüngliche SHRDLU.